# Плюти (гміна Вішнев)
Плюти (пол. Pluty) — село в Польщі, у гміні Вішнев Седлецького повіту Мазовецького воєводства.
Населення — 124 особи (2011).
У 1975-1998 роках село належало до Седлецького воєводства.

## Демографія
Демографічна структура станом на 31 березня 2011 року:
|          | Загалом | Допрацездатний вік | Працездатний вік | Постпрацездатний вік |
| -------- | ------- | ------------------ | ---------------- | -------------------- |
| Чоловіки | 71      | 12                 | 48               | 11                   |
| Жінки    | 53      | 11                 | 31               | 11                   |
| Разом    | 124     | 23                 | 79               | 22                   |